# Franciszek Ksawery Alter
Franciszek Ksawery Alter, poljski general, * 1889, † 1945.